# 全国计算机等级考试

计算机二级证书正面

计算机二级证书背面

全国计算机等级考试（英文：National Computer Rank Examination，简称 NCRE）是中华人民共和国国家教育委员会（现教育部）于1994年推出的主要针对非计算机专业学生及从业人员的能力考试，共分4级。包括计算机一级考试、计算机二级考试、计算机三级考试、计算机四级考试。全国计算机等级考试采用全国统一命题与考试的形式，每年安排2次考试，分别是3月最后一个周六至下周周一和9月倒数第二个周六至下周周一。

## 考试内容与证书分级
计算机等级考试证书分为四个级别，从一级到四级代表从计算机使用的能力从普及到应用层次。每一级又分为不同方面的考核科目，所发证书也会注明所考科目，考生可以自行选择所需要的科目。

### NCRE-1
一级包括MS Office、WPS Office、Photoshop和网络安全素质教育（2018年新增）共四个科目，考试时间均为90分钟，考察考生计算机的基本知识和基本应用能力。
曾有NCRE-1B层次，低于NCRE-1，2013年起并入 MS Office 科目。

### NCRE-2
二级分三大部分，分别是语言程序设计、数据库程序设计和办公软件应用，共有九个科目，考试时间均为120分钟。考察考生对计算机语言与基础程序设计能力，可选择语言程序设计和数据库程序设计；或考察计算机应用知识及办公软件的高级应用能力。
有以下内容
- 语言程序设计：五个科目
  - C
  - C++
  - Java
  - Web
  - Python（2018年新增）[5]
- 数据库程序设计：两个科目
  - Access
  - MySQL
  - openGauss（2022年新增）
- 办公软件应用: 两个科目
  - MS Office 高级应用：MS Office高级应用包括Word、EXCEL、PPT办公软件高级应用
  - WPS Office 高级应用（2021年新增）[7]

#### 已停考
- 曾有 Delphi 科目，2013年停考。[6]
- 曾有 Visual FoxPro 科目，2018年停考。[5]
- 曾有 Visual Basic 科目于2002年开考，2020年12月起停考。[7]

### NCRE-3
三级有网络技术，数据库技术，信息安全技术，嵌入式系统开发技术四个科目。
计算机等级考试大纲 （页面存档备份，存于）

### NCRE-4
四级的考试包括：网络工程师、数据库工程师、软件测试工程师、信息安全工程师与嵌入式系统开发工程师五个科目。

是全国计算机考试最高等级。
获取证书时候必须先取得NCRE-3证书。

## 发展
自1994年开考以来，NCRE考试持续发展，至2022年底，累计考生人数突破1亿，累计获证人数超过3600万。

## 影响
因为此考试和学位挂钩，很多中国大学生在毕业之前就通过了这个考试。很多人也把获得全国计算机等级考试证书作为在职培训的一部分。伪造全国计算机等级考试证书的情况也时有发生。通常而言，学校对计算机相关专业的考生不做硬性要求，但是会对其他专业考试或考证有要求。

## 批评
计算机等级考试从二级开始就要求应试人员掌握编程技术，但是这和全国计算机技术与软件专业技术资格（水平）考试、国家信息化工程师认证考试等考试的内容重叠。而实际上，参与考试的主要是非计算机专业人员。另外，计算机等级考试的考题更新缓慢。在2002年下半年，DOS才被取消，QBASIC和FOXBASE在2005年仍列入考试内容。

## 新冠肺炎疫情期间
由于受到新冠肺炎疫情波及影响，原定于2020年6月份在重庆市举行的计算机等级考试被迫取消，改为与9月份的计算机等级考试合并考试。2020年9月份的计算机等级考试已如期进行，根据各地区的计划而不同，开考日期从9月27日至9月29日之间波动。